# 薯蓣皂苷配基
薯蓣皂苷配基（英語：Diosgenin，或称为薯蓣皂甙元）是一种糖苷配基，这是由酸、强碱或酶水解皂苷产生的。薯蓣皂苷配基可从盾葉薯蕷（D. zingiberensis C. H. Wright）、穿龍薯蕷（D. nipponica Makino）、黃山藥（D. panthaica Prain et Burkil）、柴黃薑（D. nipponica subsp. rosthornii
(Prain & Burkill) C. T. Ting）等薯蓣属的块茎中提炼出来。薯蓣皂苷元一般被用来生产孕烯醇酮、孕酮、可的松等激素类药物。

## 藥理性質
薯蓣皂苷配基有抑制癌細胞生長的作用，也有實驗證明它有降血脂、抗血小板聚集以及促進膽汁分泌的作用。薯蓣皂苷元是治療心血管疾病、白血病、腦炎、皮膚病及腫瘤的重要用藥。